# Little Barrie
I Little Barrie sono un gruppo alternative rock britannico attivo dai primi anni duemila.

## Carriera
I Little Barrie nascono a Nottingham nell'estate del 2000, inizialmente come un duo formato da Barrie Cadogan e dal batterista Wayne Fullwood. Con questa formazione pubblicano il singolo Shrug Off Love/Reply Me (It Don't Deny Me e si esibiscono in una manciata di concerti prima di trasferirsi a Londra. Qui incontrano il bassista Lewis Wharton che si unisce al gruppo; come trio iniziano ad esibirsi nei club londinesi, suonando una musica influenzata da soul, funk e R&B e incidono altri due singoli, Don't Call It The Truth/Give Me A Microphone nel 2001 e Memories Well/Didn't Mean A Thing nel 2002.
L'album di debutto We are Little Barrie, prodotto da Edwyn Collins, viene pubblicato a febbraio 2005 dalla Genuine Records e distribuito dalla PIAS nel Regno Unito e il 28 giugno dello stesso anno dalla Artemis Records negli Stati Uniti d'America, ottenendo un buon riscontro di critica. Fece seguito un tour in Europa, Giappone, Australia e Stati Uniti, prima di tornare alla fine dell'estate 2005 per iniziare a scrivere il loro secondo album Stand Your Ground, con la produzione di Dan the Automator e Mike "Prince Fatty" Pelanconi. Wayne Fullwood lasciò la band durante le registrazioni per essere sostituito da Billy Skinner. L'album fu pubblicato in Giappone a fine 2006 e nel Regno Unito a inizio 2007, riuscendo ad entrare nelle classifiche inglesi al 192 posto. Accanto alle ispirazioni R&B e funk della band, Stand Your Ground presentava anche elementi di rockabilly. Nel frattempo Cadogan inizia ad esibirsi live con i Primal Scream, dove sostituisce Robert Young.
Dopo altri tour in Europa, Giappone e Australia nel 2007 la band ha collaborato con Paul Weller nella title track del suo album 22 Dreams. Verso la fine del 2007 Virgil Howe, figlio del chitarrista degli Yes Steve Howe, ha sostituito Skinner alla batteria. Le prime registrazioni con la nuova formazione sono state nel marzo 2008, quando insieme a Martin Duffy alle tastiere il trio ha supportato l'artista polinesiana Mareva Galanter nel suo album Happy Fiu.
Per tutto il 2009, la band andò in tour e continuò a lavorare alla scrittura del terzo album, King of the Waves che uscì in Giappone nel dicembre 2010 e nel Regno Unito e negli Stati Uniti nell'estate del 2011. Rispetto ai precedenti l'album vira verso suoni surf e garage con un maggiore uso di chitarre distorte, feedback e bassi e batteria più duri di Wharton e Howe. La traccia di apertura dell'album Surf Hell è stata inserita all'interno del videogioco Rocksmith.
Dopo l'uscita di King of the Waves, sono tornati in tour in Giappone e in Europa. Nel novembre 2011, la band ha aperto i concerti del cantante soul Charles Bradley e della sua band The Extroadinaires per due spettacoli in Spagna e per il tour statunitense. Nel 2012, è iniziato il lavoro di scrittura di nuove canzoni per il quarto album della band, Shadow. La band ha ripreso il tour, incluso un ritorno negli Stati Uniti per spettacoli in Texas aprendo i concerti per Dinosaur Jr. e The Jon Spencer Blues Explosion, che si è concluso con le esibizioni in Vietnam e Giappone.
Pur catturando l'energia live della band, Shadow ha un'atmosfera molto più dark di King of the Waves, con più feedback e fuzz e influenze di psichedelia, freakbeat e krautrock. La seconda traccia Fuzzbomb presenta Shawn Lee ai cori. La band ha anche registrato una versione della canzone Only You scritta da Danny Kirwan durante il suo periodo con i Fleetwood Mac. Un singolo 7" in edizione limitata di Fuzzbomb/Only You è stato pubblicato come parte del Record Store Day 2014. Shadow è stato pubblicato il 26 maggio 2014 ed è stato seguito da tour nel Regno Unito, in Europa, in Giappone e negli Stati Uniti.
Nel gennaio 2015, la band ha scritto ed eseguito la sigla principale di Better Call Saul. La versione integrale della canzone è stata la traccia di apertura dell'album Better Call Saul - Original Television Soundtrack: Season 1, pubblicato nel novembre 2015. La seconda stagione della serie comprendeva all'interno della colonna sonora anche Why Don't You Do It da Stand Your Ground.
A luglio 2017 viene pubblicato il quinto album, Death Express. Il tour successivo viene annullato per l'improvvisa morte del batterista Virgil Howe per infarto, il 17 novembre 2017. Dopo tre anni di silenzio il gruppo ritorna nel 2020 con l'album Quartermass Seven, registrato in collaborazione con Malcolm Catto dei The Heliocentrics alla batteria.

## Discografia

### Album
- We are Little Barrie (7 febbraio 2005)
- Stand Your Ground (4 ottobre 2006 Giappone, 29 gennaio 2007 Regno Unito)
- King of the Waves (8 dicembre 2010)
- Shadow (25 dicembre 2013)
- Death Express (7 luglio 2017)
- Quartermass Seven (16 ottobre 2020)